# Encomium Emmae Reginae

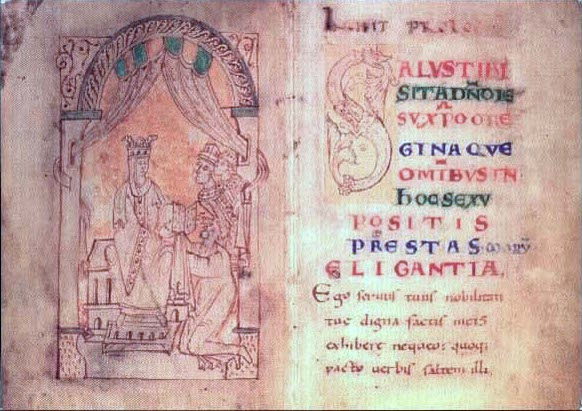
Encomium Emmae Reginae

Encomium Emmae Reginae - Pochwała Królowej Emmy; utwór biograficzny napisany ok. 1041–1042, prawdopodobnie przez mnicha z klasztoru Saint-Bertin w Saint-Omer, Flandria. Utwór składa się z trzech części, w których opisano kolejno dzieje Swena Widłobrodego i podboju Anglii, panowanie jego syna Kanuta oraz losy królestwa po śmierci tego ostatniego. Chociaż tytuł utworu dotyczy królowej Emmy z Normandii, ona sama pojawia się dopiero w części trzeciej.